# Gråvingad akalat
Gråvingad akalat (Sheppardia polioptera) är en fågel i familjen flugsnappare inom ordningen tättingar.

## Utseende och läte
Gråvingad akalat är en medelstor näktergalsliknande fågel med orange undersida och olivbrun rygg. Stjärten är enfärgat roströd, utan mörk mitt som hos många Cossypha-arter. Viss geografisk variation förekommer, där fåglar i västra delen av utbredningsområdet uppvisar svart hjässa, medan de i öster har en grå. Jämfört med andra akalater särskiljs den genom sitt vita ögonbrynsstreck. Sången består av en mycket varierad blandning av toner, vanligen också innehållande härmningar av andra fågelarter.

## Utbredning och systematik
Gråvingad akalat förekommer i västra och centrala Afrika. Den delas in i tre underarter med följande utbredning:
- polioptera – södra Sudan till västra Kenya, nordvästra Tanzania, södra Demokratiska republiken Kongo, nordvästra Zambia samt Angola
- nigriceps – Sierra Leone och Liberia till centrala Kamerun
- tessmanni – östra Kamerun

Vissa urskiljer även underarten grimwoodi med utbredning i nordvästra och östra Angola, (N’dalatando till Calandula, Luacanao), nordvästligaste Zambia samt sydöstra Demokratiska republiken Kongo.

### Släktestillhörighet
Fågeln placeras traditionellt bland snårskvättorna i Cossypha. DNA-studier visar dock att arten är närmare släkt med akalaterna i Sheppardia.

### Familjetillhörighet
Akalater liksom fåglar som rödhake, näktergalar, stenskvättor, rödstjärtar och buskskvättor behandlades tidigare som en trastar (Turdidae), men genetiska studier visar att den tillhör familjen flugsnappare (Muscicapidae).

## Levnadssätt
Gråvingad akalat hittas i undervegetation i olika skogstyper på låg till medelhög höjd.

## Status och hot
Arten har ett stort utbredningsområde, men tros minska i antal, dock inte tillräckligt kraftigt för att den ska betraktas som hotad. Internationella naturvårdsunionen IUCN listar arten som livskraftig (LC).